# قرة ريتشاردز
قرة ريتشاردز (بالإنجليزية: Kara Richards)‏ هي لاعبة كرة الشبكة أسترالية، ولدت في 25 يناير 1988.